# Ústavní rada (Francie)
Ústavní rada (francouzsky Conseil constitutionnel) je nejvyšší instituce soudní moci ve Francii. Vznikla Ústavou V. republiky v roce 1958. Sídlí v Palais Royal v Paříži.

## Pravomoci
Ústavní rada posuzuje ústavnost právních předpisů. Mezi její pravomoci také patří kontrola volebního procesu, včetně posuzování otázky volitelnosti a nevolitelnosti kandidátů. Ústavní rada může rozhodnout o uvolnění postu prezidenta republiky, pokud ten je nezpůsobilý vykonávat svou funkci. Pokud se prezident rozhodne vyhlásit výjimečný stav, konzultuje to předem s Ústavní radou.

## Složení
Ústavní rada je devítičlenná. Každé tři roky jsou jmenováni tři členové na devítiletý mandát, po jednom je jmenují prezident a předsedové obou komor parlamentu, tedy Národního shromáždění a Senátu.
Členy Ústavní rady jsou de iure doživotně všichni prezidenti republiky.

### Seznam předsedů Ústavní rady
- Léon Noël (1959–1965)
- Gaston Palewski (1965–1974)
- Roger Frey (1974–1983)
- Daniel Mayer (1983–1986)
- Robert Badinter (1986–1995)
- Roland Dumas (1995–2000, od roku 1999 pozastavil členství kvůli skandálu společnosti Elf)
- Yves Guéna (2000–2004, již od roku 1999 zastupující předseda za nepřítomného Dumase)
- Pierre Mazeaud (2004–2007)
- Jean-Louis Debré (2007–2016)
- Laurent Fabius (od roku 2016)